# 도리원초등학교 일산분교
도리원초등학교 일산분교는 경상북도 의성군 봉양면에 있었던 초등학교 분교이다.

## 연혁
- 1943년 4월 1일 일산공립국민학교 설립 인가
- 1943년 4월 20일 일산공립국민학교 개교
- 일자미상 일산국민학교 개편
- 1983년 3월 1일 병설유치원 개원
- 1996년 3월 1일 일산초등학교 개편
- 1999년 9월 1일 도리원초등학교 분교장 격하 편입
- 2000년 3월 1일 폐교 및 도리원초등학교 통폐합